# 테러 (1963년 영화)
테러(The Terror)는 미국에서 제작된 로저 코먼 감독의 1963년 영화이다. 보리스 칼로프 등이 주연으로 출연하였고 로저 코먼 등이 제작에 참여하였다.

## 출연

### 주연
- 보리스 칼로프
- 잭 니콜슨

### 조연
- 산드라 나이트
- 딕 밀러
- 조나단 하즈
- 도로시 뉴만

## 제작진
- 의상: 마조리 코소
- Ass-PD: 프란시스 포드 코폴라

## 같이 보기
- 아메리칸 인터내셔널 픽처스